# Newton, Massachusetts

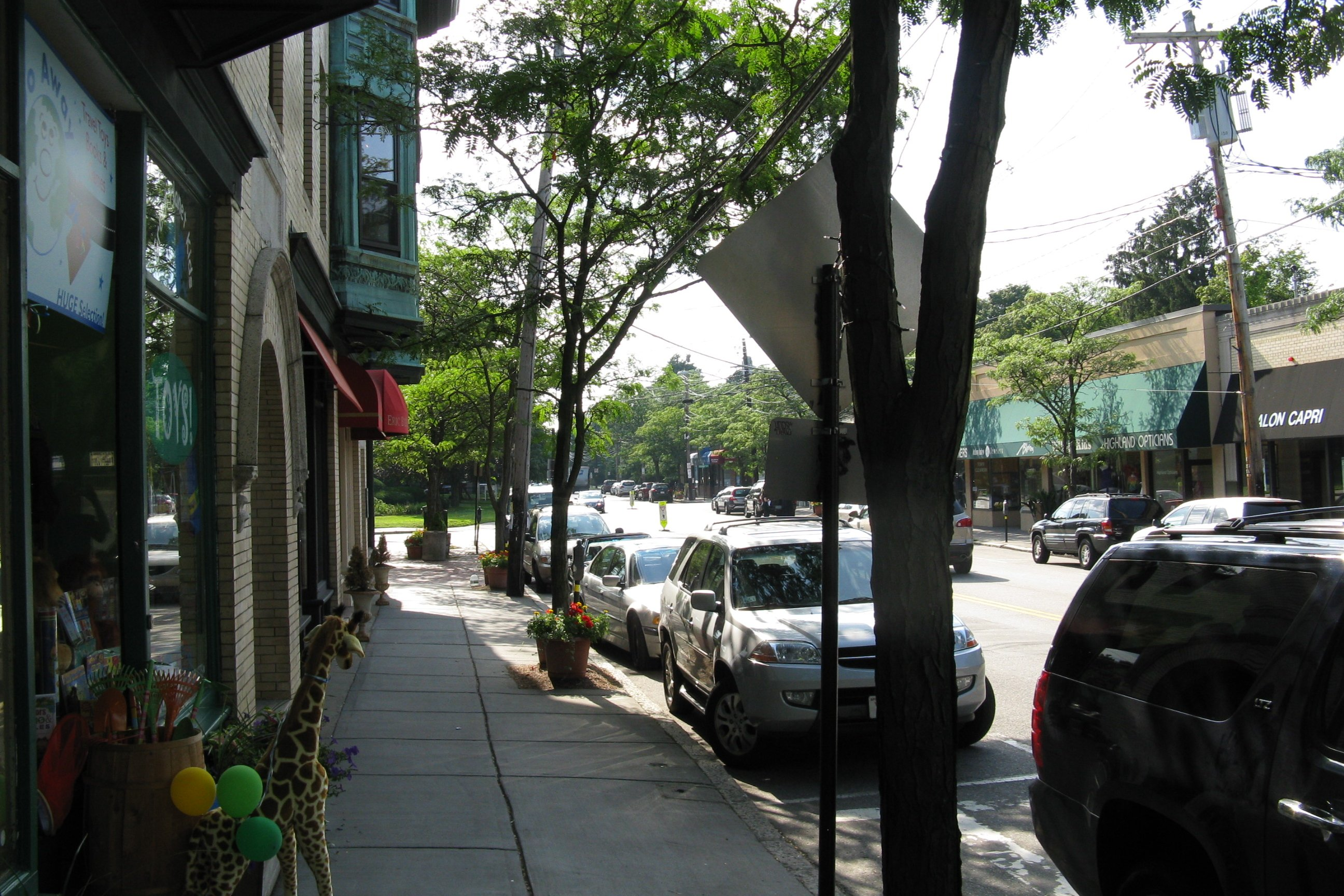

Newton, Massachusetts là một thành phố thuộc quận Middlesex trong tiểu bang thịnh vượng chung Massachusetts, Hoa Kỳ. Thành phố có tổng diện tích km², trong đó diện tích đất là km². Theo điều tra dân số Hoa Kỳ năm 2010, thành phố có dân số 85.146 người, là thành phố lớn thứ 11 trong tiểu bang.
Newton là một thành phố ngoại ô khoảng bảy dặm từ trung tâm thành phố Boston. Thay vì có một trung tâm thành phố, Newton là một sự chắp vá của mười ba "làng", nhiều làng tự hào nhỏ "trung tâm" của riêng mình. 13 làng là: Auburndale, Chestnut Hill, Newton Trung tâm, Newton Corner, Newton Highlands, Newton Lower Falls, Newton Upper Falls (trên sông Charles, và cả hai lần nhỏ các trang web công nghiệp), Newtonville, Nonantum (còn gọi là "Hồ "), Oak Hill, Thompsonville, Waban và West Newton. Oak Hill Park là một nơi trong làng Oak Hill mà chính nó được thể hiện như một ngôi làng riêng biệt và khác biệt trên một số bản đồ thành phố, (bao gồm cả một bản đồ ngày năm 2010 thành phố chính thức của trang web Newton) và Four Corners cũng được hiển thị như là một ngôi làng trên một số bản đồ thành phố. Mặc dù hầu hết các làng có một bưu điện, họ không có định nghĩa pháp lý và không có biên giới vững chắc được xác định. Hệ thống này dựa trên làng thường gây ra một số nhầm lẫn với các địa chỉ và cho du khách lần đầu tiên.